# Edwin Way Teale
Edwin Way Teale (2 juin 1899 – 18 octobre 1980) est un naturaliste, photographe et écrivain américain qui a obtenu le prix Pulitzer. Le travail de Teale repose sur une enquête précise et documentée des conditions environnementales de l'Amérique du Nord des années 1930 à 1980. Il est surtout connu pour sa série de quatre ouvrages documentés, The American Seasons, qui retrace son voyage en voiture, sur près de 75 000 miles (soit 121 000 km) à travers l'Amérique du Nord, en suivant les changements saisonniers.

## Publications
- The Book of Gliders (1930)
- Grassroot Jungles (1937)
- The Boys' Book of Insects (1939)
- The Boys' Book of Photography (1939)
- The Golden Throng (1940)
- Byways to Adventure: A Guide to Nature Hobbies (1942)
- Near Horizons (1942)
- Dune Boy: The Early Years of a Naturalist (1943)
- The Lost Woods (1945)
- Walden - Introduction, commentary, photographs  (1946)
- Days without Time (1948)
- The Insect World of J. Henri Fabre (1949)
- Green Mansions - Introduction, captions (1949)
- North With The Spring: A Naturalist's Record of a 17,000 Mile Journey with the North American Spring (1951)
- Green Treasury (1952)
- Circle of the Seasons (1953)
- The Junior Book of Insects (1953)
- Exploring The Insect World With Edwin Way Teale (1953)
- The Wilderness World of John Muir (1954)
- Omnibus III vol. 23 / TV-Radio Workshop of the Ford Foundation /CBS Television Network (1955)
- Insect Friends (1955)
- Autumn Across America (1956)
- Adventures In Nature (1959)
- Journey Into Summer: A Naturalist's Record of a 19,000 Mile Journey Through the North American Summer (1960)
- The Lost Dog, (1961)
- The Bees adapted from material by Edwin Way Teale (1961)
- The Strange Lives of Familiar Insects (1962)
- The Thoughts of Thoreau (1962)
- Audubon's Wildlife: With Selections from the Writings of John James Audubon Editor (1964)
- Wandering Through Winter: A Naturalist's Record of a 20,000 Mile Journey Through the North American Winter (1965)
- Springtime in Britain: An 11,000 Mile Journey Through the Natural History of Britain from Land's End to John O'Groats (1970)
- Photographs of American Nature (1972)
- A Naturalist Buys An Old Farm (1974)
- The American Seasons (1976)
- A Walk through the Year (1978)
- A Conscious Stillness: Two Naturalists on Thoreau's Rivers (1982) posthumously

Books About Edwin Way Teale
- Of Nature Time And Teale: A Biographical Sketch of Edwin Way Teale by Edward H. Dodd Jr., Dodd, Mead, & Company, New York, 1960.